# Альберт Остін
Альберт Остін (англ. Albert Austin; 13 грудня 1881 або 1885 — 17 серпня 1953) — англійський актор, режисер і сценарист, відомий за участю у низці фільмів Чарлі Чапліна. Брат актора Вільяма Остіна.

## Біографія
Народився в Бірмінгемі, Уорікшир, Англія. Виступав в мюзик-холі. У 1910 році разом з Чарлі Чапліном відправився в США у складі групи Фреда Карно. Його зовнішність була примітна величезними загнутими вниз вусами. Він працював разом з Ч. Чапліном, знімаючись в другорядних ролях у багатьох його фільмах, а також працюючи помічником режисера.
Після початку ери звукового кіно зайнявся режисурою, в основному короткометражних комедійних фільмів. Серед іншого, він допомагав Чапліну у розробці сюжету «Шукача пригод» (1917), але в титрах Остін вказаний тільки у фільмі «Вогні великого міста». Як актор, він з'явився в комедіях Ч. Чапліна знятих для «Mutual Film Corporation». Пізніше він знявся у двох епізодичних ролях (не вказані в титрах) у двох німих комедіях Чапліна, знятих в еру звукового кіно: в «Вогнях великого міста» (1931) і в ролі таксиста в короткометражній картині «О першій годині ночі».
Остін також знімався в декількох фільмах за участю Джекі Кугана і Мака Сеннета.
Найвідомішою роллю Остіна є роль клієнта з годинником у короткометражній стрічці Ч. Чапліна «Лавка лихваря», де його герой заходить в крамницю з будильником, сподіваючись закласти його. Щоб визначити вартість годинника, Чаплін розбирає їх. Остін з незворушним виразом спостерігає, як Ч. Чаплін поступово розбирає його годинник, а потім передає їх деталі Остину.
Також знявся в головній ролі у фільмі Мері Пікфорд «Мильна піна» (1920), в якому з'явився без своїх комічних чорних вусів.

## Фільмографія
- 1916 — Контролер універмагу / The Floorwalker — продавець-консультант
- 1916 — Пожежний / The Fireman — пожежний
- 1916 — Бродяга / The Vagabond — тромбоніст
- 1916 — Під час ночі / One A.M. — таксист
- 1916 — Граф / The Count — високий гість
- 1916 — Позикова каса / The Pawnshop — клієнт з годинником
- 1916 — За екраном / Behind the Screen — робітник сцени (немає в титрах)
- 1916 — Скетинг-ринг / The Rink — кухар
- 1917 — Іммігрант / The Immigrant — відвідувач ресторану
- 1917 — Лікування / The Cure — служитель
- 1917 — Тиха вулиця / Easy Street — проповідник / поліцейський
- 1917 — Шукач пригод / The Adventurer — дворецький
- 1918 — На плече! / Shoulder Arms — Американський солдат / німецький солдат / шофер кайзера
- 1918 — Облігація / The Bond — друг Чарлі
- 1918 — Потрійна неприємність / Triple Trouble — людина
- 1918 — Собаче життя / A Dog's Life — злодій
- 1919 — Професор / The Professor — людина в нічліжці
- 1920 — Мильна піна / Suds — Хорас Грінсміт
- 1921 — Малюк / The Kid —  людина в притулку / викрадач
- 1928 — Цирк / The Circus — клоун
- 1931 — Вогні великого міста / City Lights: A Comedy Romance in Pantomime — охоронець
- 1922 — День отримання зарплати / Pay Day — робочий
- 1925 — Золота лихоманка / The Gold Rush — геолог